# Gran Premi de Malàisia del 2010
El Gran Premi de Malàisia de Fórmula 1 de la temporada 2010 s'ha disputat al circuit de Sepang, el 4 d'abril del 2010.

## Qualificació

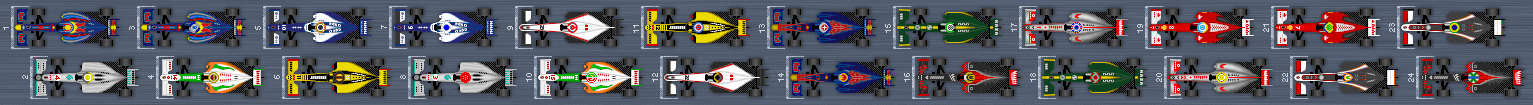
Posicions després de la qualificació

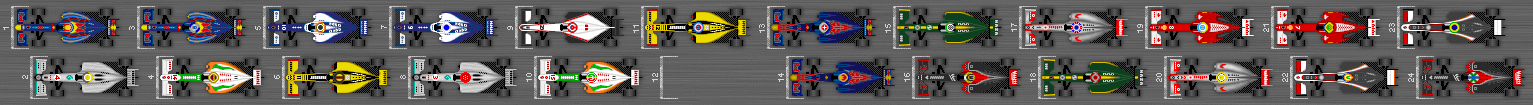
Graella de sortida definitiva

| Pos | No | Pilot              | Constructor          | Part 1   | Part 2      | Part 3   | Sortida |
| --- | -- | ------------------ | -------------------- | -------- | ----------- | -------- | ------- |
| 1   | 6  | Mark Webber        | Red Bull-Renault     | 1:51.886 | 1:48.210    | 1:49.327 | 1       |
| 2   | 4  | Nico Rosberg       | Mercedes             | 1:52.560 | 1:47.417    | 1:50.673 | 2       |
| 3   | 5  | Sebastian Vettel   | Red Bull-Renault     | 1:47.632 | 1:46.828    | 1:50.789 | 3       |
| 4   | 14 | Adrian Sutil       | Force India-Mercedes | 1:49.479 | 1:47.085    | 1:50.914 | 4       |
| 5   | 10 | Nico Hülkenberg    | Williams-Cosworth    | 1:49.664 | 1:47.346    | 1:51.001 | 5       |
| 6   | 11 | Robert Kubica      | Renault              | 1:46.283 | 1:46.951    | 1:51.051 | 6       |
| 7   | 9  | Rubens Barrichello | Williams-Cosworth    | 1:50.301 | 1:48.371    | 1:51.511 | 7       |
| 8   | 3  | Michael Schumacher | Mercedes             | 1:52.239 | 1:48.400    | 1:51.717 | 8       |
| 9   | 23 | Kamui Kobayashi    | BMW Sauber-Ferrari   | 1:48.467 | 1:47.792    | 1:51.767 | 9       |
| 10  | 15 | Vitantonio Liuzzi  | Force India-Mercedes | 1:49.922 | 1:48.238    | 1:52.254 | 10      |
| 11  | 12 | Vitali Petrov      | Renault              | 1:47.952 | 1:48.760    |          | 11      |
| 12  | 22 | Pedro de la Rosa   | BMW Sauber-Ferrari   | 1:47.153 | 1:48.771    |          | 12      |
| 13  | 16 | Sébastien Buemi    | Toro Rosso-Ferrari   | 1:48.945 | 1:49.207    |          | 13      |
| 14  | 17 | Jaime Alguersuari  | Toro Rosso-Ferrari   | 1:48.655 | 1:49.464    |          | 14      |
| 15  | 19 | Heikki Kovalainen  | Lotus-Cosworth       | 1:52.875 | 1:52.270    |          | 15      |
| 16  | 24 | Timo Glock         | Virgin-Cosworth      | 1:52.398 | 1:52.520    |          | 16      |
| 17  | 1  | Jenson Button      | McLaren-Mercedes     | 1:52.211 | Sense temps |          | 17      |
| 18  | 18 | Jarno Trulli       | Lotus-Cosworth       | 1:52.884 |             |          | 18      |
| 19  | 8  | Fernando Alonso    | Ferrari              | 1:53.044 |             |          | 19      |
| 20  | 2  | Lewis Hamilton     | McLaren-Mercedes     | 1:53.050 |             |          | 20      |
| 21  | 7  | Felipe Massa       | Ferrari              | 1:53.283 |             |          | 21      |
| 22  | 20 | Karun Chandhok     | HRT-Cosworth         | 1:56.299 |             |          | 22      |
| 23  | 21 | Bruno Senna        | HRT-Cosworth         | 1:57.269 |             |          | 23      |
| 24  | 25 | Lucas di Grassi    | Virgin-Cosworth      | 1:59.977 |             |          | 24      |

## Cursa
| Pos | No | Pilot              | Constructor            | Voltes | Temps / Retirada   | Pos.Sortida | Punts |
| --- | -- | ------------------ | ---------------------- | ------ | ------------------ | ----------- | ----- |
| 1   | 5  | Sebastian Vettel   | Red Bull - Renault     | 56     | 1h 33' 48. 412     | 3           | 25    |
| 2   | 6  | Mark Webber        | Red Bull - Renault     | 56     | + 4.849 s          | 1           | 18    |
| 3   | 4  | Nico Rosberg       | Mercedes               | 56     | + 13.504 s         | 2           | 15    |
| 4   | 11 | Robert Kubica      | Renault                | 56     | + 18.589 s         | 6           | 12    |
| 5   | 14 | Adrian Sutil       | Force India - Mercedes | 56     | + 21.059 s         | 4           | 10    |
| 6   | 2  | Lewis Hamilton     | McLaren - Mercedes     | 56     | + 23.471 s         | 20          | 8     |
| 7   | 7  | Felipe Massa       | Ferrari                | 56     | + 27.068 s         | 21          | 6     |
| 8   | 1  | Jenson Button      | McLaren - Mercedes     | 56     | + 37.918 s         | 17          | 4     |
| 9   | 17 | Jaime Alguersuari  | Toro Rosso - Ferrari   | 56     | + 1' 10.602 min.   | 14          | 2     |
| 10  | 10 | Nico Hülkenberg    | Williams - Cosworth    | 56     | + 1' 13.399 min.   | 5           | 1     |
| 11  | 16 | Sebastien Buemi    | Toro Rosso - Ferrari   | 56     | + 1' 18.938 min.   | 13          |       |
| 12  | 9  | Rubens Barrichello | Williams - Cosworth    | 55     | + 1 Volta          | 7           |       |
| 13  | 8  | Fernando Alonso    | Ferrari                | 54     | Motor              | 19          |       |
| 14  | 25 | Lucas di Grassi    | Virgin - Cosworth      | 53     | + 3 Voltes         | 24          |       |
| 15  | 20 | Karun Chandhok     | HRT - Cosworth         | 53     | + 3 Voltes         | 22          |       |
| 16  | 21 | Bruno Senna        | HRT - Cosworth         | 52     | + 4 Voltes         | 23          |       |
| 17  | 18 | Jarno Trulli       | Lotus - Cosworth       | 51     | + 5 Voltes         | 18          |       |
| NC  | 19 | Heikki Kovalainen  | Lotus - Cosworth       | 46     | + 10 Voltes        | 15          |       |
| Ret | 12 | Vitali Petrov      | Renault                | 32     | Caixa canvi        | 11          |       |
| Ret | 15 | Vitantonio Liuzzi  | Force India - Mercedes | 12     | Accelerador        | 10          |       |
| Ret | 3  | Michael Schumacher | Mercedes               | 9      | Femella d'una roda | 8           |       |
| Ret | 23 | Kamui Kobayashi    | BMW Sauber - Ferrari   | 8      | Motor              | 9           |       |
| Ret | 24 | Timo Glock         | Virgin - Cosworth      | 2      | Virolla            | 16          |       |
| NVS | 22 | Pedro de la Rosa   | BMW Sauber - Ferrari   | 0      | Motor              | 12          |       |